# Lethemurus
Genre
Lethemurus est un genre de collemboles de la famille des Tomoceridae.

## Liste des espèces
Selon Checklist of the Collembola of the World (version du 21 août 2019) :
- Lethemurus finitimus Yosii, 1970
- Lethemurus missus (Mills, 1949)

## Publication originale
- Yosii, 1970 : On some Collembola of Japan and adjacent countries. 2. Contributions from the Biological Laboratory, Kyoto University, vol. 23, no 1, p. 1-32.